# Sandra Blow
Sandra Villavicencio (Atizapán de Zaragoza, 1990) más conocida como Sandra Blow es una fotógrafa queer mexicana que se caracteriza por fotografiar a personas de la comunidad LGBTIQ+ y a mostrar la vida nocturna y la moda de la Ciudad de México.
En 2025 el Museo de Arte Moderno de Nueva York incluyó  la obra de la fotógrafa en su colección.

## Trayectoria
Mientras estudiaba publicidad en el Centro Universitario de Mercadotecnia y Publicidad tuvo su primer acercamiento con la fotografía y supo que quería dedicarse a ello. Comenzó su carrera tomando fotos de comida, espacios y chefs para revistas mexicanas, pero al poco tiempo descubrió que su pasión se enfocaba a mostrar cuerpos marginados por los estereotipos de la moda, personas trans, no binarias, precarizadas, rebeldes, racializadas, la escena queer y underground.

La artista declaró que: 
Cuando empecé a tomar fotos quería hacer moda, estar en las revistas, son cosas que te impresionan cuando eres más joven, pero las modelos que salían ahí era muy importante que fueran rubias, delgadas y altas.
Por lo que, con su lente captura a gente que se vea como ella, que compartan un mood, un vibe, un estilo.
Ha colaborado con las diseñadoras mexicanas Carla Fernández y Sánchez-Kane y con editoriales de moda para Elle, Playboy y Crom Magazin.
Su obra se ha expuesto en Kurimanzutto, en el Salón Silicón, Zona MACO, en la Ciudad de México; en la SUM Gallery en Vancouver; en Redaktion Luzern en Luzerna y en 2025 el MOMA incluyó algunas de las obras de Blow en su colección.

## Estilo
La fotógrafa define su estilo como un shiny documental, que es un arte documental con brillo y fuerza visual. Declaró que busca momentos cotidianos que reflejan la esencia de sus modelos. Y, al mismo tiempo es un acto de apoyo a la comunidad LGBTIQ+ en un contexto global de conservadurismo.
Su arte incluye moda, arte callejero, cerámica, arte digital, dibujo, escultura, arte corporal y fotografía.

## Obras
A modo de documentación de su trayectoria, la fotógrafa realizó el fotolibro titulado Sandra Blow XV (2025) en formato risografía.

## Exposiciones

### Individuales
- Todo lo que se quiere debajo del cielo (Madrid, 2025)

### Colectivas
- New Photography 2025 Lines of Belonging (Nueva York, 2025)[16]
- Trashy Couture (2021)